# Classic Queen
«Classic Queen» — збірник британського рок-гурту «Queen» 1992 року. Альбом вважається американською версією «Greatest Hits II», він вийшов, щоб отримати вигоду з відновлення популярності «Queen», яке було сформовано в США після виходу фільму «Світ Вейна» і смерті Фредді Мерк'юрі. Альбом досяг четвертого місця на американському «Billboard 200» і був тричі сертифікований як платиновий в США і п'ять разів як платиновий у Канаді. Сукупний обсяг продажів («Greatest Hits II» і «Classic Queen» для США і Канади разом узятих) перевищує 23 мільйони в усьому світі.

## Вміст і реліз
Попри визнання критиків як відмінний збірник, він не підходив до попередніх збірників «Queen». Частково співпадаючи з «Greatest Hits» 1981 року та «Greatest Hits II» 1991 року, він містив кілька треків, яких не було ні в одному з попередніх релізів. Щоб виправити цю ситуацію, «Hollywood Records» приблизно в той же самий час у 1992 році перевидали «Greatest Hits» тільки в США, в якому містилися два різних треки з випуску 1981 року. Це була спроба зробити колекцію супутню з «Classic Queen». Обидва збірники мали майже однакові обкладинки, причому «Greatest Hits» мав червоний фон, а «Classic Queen» синій фон з логотипом гурту. Оскільки ці два збірники були сприйняті як двійники, багато найкращих хітів «Queen» були виключені з «Classic Queen», такі як «Another One Bites the Dust», «We Will Rock You», «We Are the Champions», «Somebody to Love» і «Don't Stop Me Now», тому що вони з'явилися в «Greatest Hits».
Також вийшла відеокасетна версія альбому, яка давно вийшла з друку.

## Трек-лист
| #     | Назва                                                                  | Автор                                            | Тривалість |
| ----- | ---------------------------------------------------------------------- | ------------------------------------------------ | ---------- |
| 1.    | «A Kind of Magic» (з A Kind of Magic, 1986)                            | Роджер Тейлор                                    | 4:23       |
| 2.    | «Bohemian Rhapsody» (з A Night at the Opera, 1975)                     | Фредді Мерк'юрі                                  | 5:59       |
| 3.    | «Under Pressure» (унікальний мікс, оригінал з Hot Space, 1982)         | Девід Бові, Queen                                | 4:03       |
| 4.    | «Hammer to Fall» (сингл-версія треку з The Works, 1984)                | Браян Мей                                        | 3:40       |
| 5.    | «Stone Cold Crazy» (з Sheer Heart Attack, 1974)                        | Queen                                            | 2:15       |
| 6.    | «One Year of Love» (з A Kind of Magic, 1986)                           | Джон Дікон                                       |            |
| 7.    | «Radio Ga Ga» (з The Works, 1984)                                      | Тейлор                                           | 5:48       |
| 8.    | «I'm Going Slightly Mad» (з Innuendo, 1991)                            | Queen (Мерк'юрі), Пітер Стрейкер (без авторства) | 4:21       |
| 9.    | «I Want It All» (сингл-версія треку з The Miracle, 1989)               | Queen (Мей)                                      | 4:01       |
| 10.   | «Tie Your Mother Down» (сингл-версія треку з A Day at the Races, 1976) | Мей                                              | 3:45       |
| 11.   | «The Miracle» (унікальне редагування, з The Miracle, 1989)             | Queen (Мерк'юрі, Дікон)                          | 4:24       |
| 12.   | «These Are the Days of Our Lives» (з Innuendo, 1991)                   | Queen (Тейлор)                                   | 4:14       |
| 13.   | «One Vision» (редагований, з A Kind of Magic, 1986)                    | Queen                                            | 4:38       |
| 14.   | «Keep Yourself Alive» (з Queen, 1973)                                  | Мей                                              | 3:45       |
| 15.   | «Headlong» (з Innuendo, 1991)                                          | Queen (Мей)                                      | 4:38       |
| 16.   | «Who Wants to Live Forever» (з A Kind of Magic, 1986)                  | Мей                                              | 5:15       |
| 17.   | «The Show Must Go On» (з Innuendo, 1991)                               | Queen (Мей)                                      | 4:31       |
| 75:10 |                                                                        |                                                  |            |

## Музиканти
- Фредді Мерк'юрі — головний вокал, бек-вокал, оперний вокал, синтезатор, піаніно, орган Хаммонда, семплер, клавішні, хлопання руками, клацання пальцями.
- Браян Мей — електрогітара, акустична гітара, слайд-гітара, спільний головний вокал в «I Want It All», «Keep Yourself Alive» (брідж), і «Who Wants to Live Forever», оперний вокал, бек-вокал, синтезатор, семплер, піаніно, клавішні, програмування, програмування ударних, хлопання руками, клацання пальцями, оркестрове аранжування (крім «One Year of Love»)
- Роджер Тейлор — акустичні і електронні ударні, драм-машина, литаври, гонг, бубон, маракаси, бар-чаймз, дзвін, спільний головний вокал в «Keep Yourself Alive» (брідж), бек-вокал, оперний вокал, синтезатор, вокодер, семплер, клавішні, хлопання руками, клацання пальцями
- Джон Дікон — бас-гітара, хлопання руками, клацання пальцями, синтезатор, семплер, програмування ударних (крім «Who Wants to Live Forever»)

### Додатковий персонал
- Девід Бові — спільний головний вокал, синтезатор, хлопання руками, клацання пальцями в «Under Pressure»
- Фред Мендел — синтезатор в «Hammer to Fall» і «Radio Ga Ga»
- Стів Грегорі — саксофон в «One Year of Love»
- Лінтон Нейфф — струнне аранжування в «One Year of Love»
- Девід Річардс — клавішні, перкусія і програмування в «These Are The Days of Our Lives»
- Майкл Кеймен — оркестрове аранжування і диригентство в «Who Wants to Live Forever»
- Національний філармонічний оркестр — струнні інструменти, бас і перкусія в «Who Wants to Live Forever»

## Чарти
| Країна | Позиція | Сертифікація | Продано   |
| ------ | ------- | ------------ | --------- |
| США    | 4       | 3×Платина    | 3,000,000 |
| Канада | —       | 5×Платина    | 500,000   |